# Marco Pennette
Marco Pennette (9 de julio de 1966) es un productor de televisión y guionista estadounidense.

## Biografía

### Primeros años
Pennette nació y creció en Greenwich, Connecticut, donde creció amando el teatro: "Quiero ir al teatro; el tipo de televisión me atrajo de inmediato." Asistió a la Universidad de Nueva York donde estudió en la Escuela Tisch de las Artes y como estudiante fue finalista en el Festival de Jóvenes Dramaturgos. Tenía la intención de seguir una carrera en el teatro de Broadway, pero vendió su guion de televisión primero en Kate & Allie y abandonó la universidad y se mudó a Los Ángeles para seguir escribiendo en la televisión.

### Carrera
La carrera de Pennette comenzó en la comedia Kate & Allie, donde pasó a otros proyectos, incluyendo Dave's World y John Dear. Luego pasó a crear y escribir para muchos de sus propias series: Caroline in the City, Union Square, Conrad Bloom y All About the Andersons. Lo más notable, sin embargo, fueron las series de televisión de corta duración inconcebible como cocreado con Oliver Goldstick, inspirada en sus experiencias tanto de embarazo y de alquiler, y cortas temporadas de comedia, un retrato autobiográfico de las experiencias de su familia y la juventud. Su trabajo como guionista y de producción partió de 2003 incluyendo su desempeño como productor ejecutivo y coproductor ejecutivo de la serie de televisión que I'm with Her y la comedia What I Like About You, de los cuales también escribió una serie de episodios. También escribió el guion y fue el productor ejecutivo del proyecto piloto 2007 de Football Wives, que inicialmente estaba destinado a ser una serie de televisión, pero fue rechazada más tarde por la American Broadcasting Company a favor de otros siete pilotos con presupuestos más bajos, como se exige el ABC que el presupuesto lanzó para la Football Wives que era demasiado alto para una mitad de la temporada de recogida. La serie iba a ser una versión de EE. UU. de Esposas de la popular telenovela de futbolistas británicos.
Fue miembro del panel de guionistas, como productor ejecutivo y coproductor ejecutivo en la serie de comedia dramática Ugly Betty, en un principio haber sido coproductor ejecutivo. Creador de Ugly Betty y otro productor ejecutivo de Silvio Horta fue nombrado AfterElton.com 's Hombre del año 2007 para una imagen positiva de la serie de temas LGBT, incluyendo un adolescente, posiblemente gay, un hombre transgénero-mujer se volvió y un asistente gay masculina con una madre homófoba Y tenía que decir sobre Pennette, también gay: "Marco Pennette, mi co-productor ejecutivo y productor ejecutivo, merece un agradecimiento especial también en este caso él es un MVP de la comedia, y una gran parte de la sensibilidad gay Ugly Betty.". El 11 de febrero de 2008, ABC recogió Ugly Betty de la temporada televisiva 2008-09, pero el día de la renovación se anunció, Pennette, junto con su compañero el productor ejecutivo James Hayman, fueron despedidos. Las salidas de Pennette y Hayman agregó que los volúmenes de negocios constante en la serie fuera de cámara, que hasta ahora ha visto cinco escritores que salieron o fueron despedidos.

### Vida personal
Abiertamente homosexual, Pennette fue descubierto por un ejecutivo colega de la red en Premios People's Choice alfombra roja cuando se le preguntó acerca de su novio delante de los miembros de su familia, que no eran conscientes de su sexualidad. Su pareja desde hace mucho tiempo es el talento de la televisión, Steve Rabiner, con quien tiene dos hijas, Ally y Chelsea, ambos nacidos por gestación subrogada, la inspiración para su inconcebible drama médico. Su experiencia propia con su familia fueron la base de Migas en su comedia, con su hermano ahogarse institucionalización, su madre y la impregnación de su padre de otra mujer.
Él es un buen amigo de teatro de Broadway portavoz Rudetsky Seth, que lo contrató antes de escribir una canción para un personaje de su comedia Los líos de Caroline o Caroline in the City, una audición de los empleados del IRS para el musical Cats.